# 音速巡航機
音速巡航機（Sonic Cruiser）是波音公司的一款概念音速客機，於2001年首度提出，其設計速度比不少現役民航客機更快外，也更接近音速的理論速度。

## 背景
這款客機為波音一個內部稱為「20XX」的研發方案內的項目之一，該方案的目的，是要設計出近音速或超音速的新型客機。
在對手空中巴士宣佈開發珍寶客機A380後不久，2001年3月29日，波音也宣佈開發「音速巡航機」。因其747客機的高載客量優勢將被A380追過，波音遂不在載客量方面與A380競爭，並把研究轉向其他路線，「音速巡航機」便是其中之一。
與大載客量的A380不同的是，A380使用「中心點到分支點」（hub-and -spoke）的方式營運，而「音速巡航者」的設計則以快速的「點到點」方式，每次載250人營運。飛機使用的三角機翼使速度可達至0.95馬赫（約1010 km/h），波音方面也承諾這款飛機在速度比一般客機快20%的情形下也不會產生如協和式客機的聲爆等噪音污染，攀升高度也會超越40,000呎，續航距離為6,000至10,000海里。
根據波音自己的估計，由於速度的提高，「音速巡航者」的耗油量會比一般客機多15-20%，但以同樣的航線計算，這款飛機每程使用的燃料和一般客機差不多，也就是藉由飛更多趟來彌補。

## 結果
後來，不少航空公司均以營運成本作為訂購飛機的考慮因素，而非產品本身的速度，因此波音另推出「7E7」計畫，「音速巡航機」項目研發也於2002年12月終止，但不少研究成果均被應用在7E7上，包括機身及機翼使用的碳纖維增強塑料，及無引氣引擎，這款產品及後被正式命名為787。

## 外部連結
- 「音速巡航者」圖集 (波音)